# Cyrtodesmus lyrapes
Cyrtodesmus lyrapes är en mångfotingart som beskrevs av Loomis 1964. Cyrtodesmus lyrapes ingår i släktet Cyrtodesmus och familjen Cyrtodesmidae. Inga underarter finns listade i Catalogue of Life.